# Tarrant County College
Tarrant County College (TCC; en español: Colegio del Condado de Tarrant) o Tarrant County College District (TCCD; en español: Distrito Colegio del Condado de Tarrant) es un sistema de colegios comunitarios del Condado de Tarrant, Texas. Gestiona colegios comunitarios en Fort Worth, Arlington y Hurst. Tiene su sede en Fort Worth. Ofrece cinco títulos transferibles, así como títulos y certificados en programas ocupacionales y técnicos. El distrito consta de cinco campus físicos, un campus virtual (TCC Connect) y una oficina centralizada.

## Historia
Tarrant County College comenzó el 31 de julio de 1965 después de que los votantes aprobaran una elección de bonos para la formación de un distrito universitario. En 1967, el Campus Sur fue el primer campus que se abrió en el sur de Fort Worth; En 1967, se construyó el Campus Noreste en Hurst. En 1976 se añadió un tercer campus, el Campus Noroeste, en el noroeste de Fort Worth. En 1996, se construyó el Campus Sureste en Arlington. El quinto, el Campus Río Trinidad, se inauguró en el centro de Fort Worth en el otoño de 2009.
Según lo define la Legislatura de Texas, el área de servicio oficial de TCCD incluye todo el condado de Tarrant.

## Escuelas secundarias colegiadas
Tarrant County College ofrece varios programas de crédito dual, conocidos como escuelas secundarias colegiadas, que ofrecen un título asociado junto con un diploma de escuela secundaria.
- Escuela Secundaria Colegiada de Marine Creek (Campus Noroeste)
- Academia de Ciencias Biomédicas de Texas (Campus Río Trinidad)
- Campus Sur de TCC – Escuela Secundaria Colegiada Temprana de FWISD (Campus Sur)
- Academia Colegiada en el Colegio del Condado de Tarrant (Campus Noreste)
- Escuela Secundaria Colegiada de Arlington (Campus Sureste)

## Alumnos notables
- Charles Baker, actor
- León Bridges, músico[6]
- Déborah Crombie, autora
- Wendy Davis, política[7]
- Montana De La Rosa, luchadora de artes marciales mixtas de UFC[8]
- Post Malone, rapero[9]
- Stephen Mosher, fotógrafo
- Jonathan Stickland, empresario y político[10]
- Mack White, dibujante